# Mikołaj Schieffenburg
Mikołaj von Schieffenburg, Schippenpiel, Schippenbeil (zm. 1410) – biskup chełmiński w latach 1390–1398, duchowny krzyżacki.

## Życiorys
Prokurator zakonu krzyżackiego w Rzymie. Konsekrowany na biskupa przed 20 grudnia 1390. W 1393 wracając z Rzymu został w Czeskich Budziejowicach napadnięty, ograbiony i uwięziony. W diecezji przebywał sporadycznie. 
Przeniesiony  15 października 1398 do diecezji kamieńskiej. 
W 1409 został legatem papieskim.